# Adrián Delgado
Adrián Delgado  (Caracas, Venezuela, 1977. május 14. –) venezuelai színész.

## Élete
Adrián Delgado 1977. május 14-én született Caracasban. Van egy nővére és egy húga. Karrierjét 1997-ben kezdte az A todo corazón című telenovellában. 2000-ben főszerepet játszott a Rongybaba című sorozatban. 2008-ban ¿Vieja Yo?-ban szerepelt. 2011-ben megkapta Octavio Valladares szerepét A sors hullámain című telenovellában.

## Filmográfia
| Év   | Cím                                  | Szerep                       |
| ---- | ------------------------------------ | ---------------------------- |
| 2014 | Solo tu y yo                         | Comisario Arnaldo            |
| 2013 | De todas maneras Rosa                | Carlos Arturo Ruiz           |
| 2011 | A sors hullámain (Natalia del mar)   | Octavio Valladares           |
| 2010 | Harina de otro costal                | Carlos Felipe Colón "Calipe" |
| 2008 | ¿Vieja Yo?                           | Jose Antonio Martinez Garcia |
| 2006 | Voltea pa' que te enamores           | Aureliano Márquez            |
| 2005 | Se solicita príncipe azul            | Luis Carlos Rivas            |
| 2004 | Az élet gyönyörű oldala (Sabor a ti) | Manolo Martínez              |
| 2003 | Rebeca                               | Liborio Gil                  |
| 2002 | Las González                         | Antonio Da Silva             |
| 2001 | Nők háborúja (Guerra de mujeres)     | Juan Diego Herrera           |
| 2000 | Rongybaba (Muñeca de trapo)          | Alejandro                    |
| 1999 | Mujercitas                           | Juan Bautista                |
| 1997 | A todo corazón                       | Adrián Rodríguez             |